# Sommerschloss Blumenstein
Das Sommerschloss Blumenstein war ein landgräfliches Lust- und Jagdschloss des 18. Jahrhunderts mit Parkanlage im Richelsdorfer Gebirge in der hessischen Gemeinde Wildeck im Landkreis Hersfeld-Rotenburg. Der Bau wurde im Jahre 1770 begonnen und ersetzte das Jagdschloss Blumenstein, das etwa 400 m ostnordöstlich auf einem Bergsporn stand.

## Geographische Lage
Die Ruine des Schlosses liegt im Südteil des Richelsdorfer Gebirges in der Wildecker Gemarkung Raßdorf. Sie befindet sich auf ungefähr 290 m ü. NN im von Wald gesäumten Wildecker Tal am Pfaffengraben, dem linken Quellbach der Suhl.

## Geschichte
Landgraf Konstantin von Hessen-Rotenburg ließ ab 1770 nahe dem Jagdschloss Blumenstein ein weiteres repräsentatives Schloss bauen, das er Sommerschloss Blumenstein nannte, mit einem großen Schlosspark. Mit der Annexion des Kurfürstentums Hessen 1866 durch Preußen ging das Schloss in preußischen Staatsbesitz über. Im Jahr 1873 wurde es nur noch als Wohnung für Forstbedienstete genutzt, bis es ein Jahr darauf wegen Baufälligkeit abgerissen wurde.

## Bauliches
Von der Schlossanlage steht nur noch das ehemalige Gästehaus. Über den Grundmauern wurde ein Forsthaus errichtet. Eine zweiteilige Treppe an der Gartenseite des Forsthauses stammt noch vom Sommerschloss.

## Der Schlosspark
Der einstige Schlosspark, an den später auch ein Friedhof angefügt wurde, dehnte sich südlich des Schlosses trapezförmig aus und hatte eine Länge von etwa einem Kilometer. Im Bereich des Parterres am Schloss war er etwa 100 m breit und am Stubbach, der als rechter Suhl-Quellbach die südliche Grenze bildete, war er etwa 800 m breit.
Von dem Schlosspark zeugt unter anderem noch der 22 m hohe, aus Sandstein gemauerte Obelisk. Er wurde vermutlich von Landgraf Karl Emanuel von Hessen-Rothenburg um 1790 für seine Frau Maria Leopoldine von Liechtenstein errichtet. Weiterhin gibt es noch den Inselsteich mit seiner Insel, die auch als Liebesinsel bekannt ist. An den Ufern der runden Insel standen früher zehn Pappeln und in der Mitte der Insel steht heute noch ein 1,35 Meter hoher Steinsockel. Er weist eine umlaufende, herunterhängende naturalistisch gearbeitete Bordüre auf. Auf der Vorderseite ist ein Relief einer griechischen Amphore zu sehen und darüber, in der Bordüre, steht die lateinische Inschrift QUAM RAPUIT INVIDA MORS RESTITUTA (Die der neidische Tod geraubt hat, ist wiederhergestellt). Die Anlage mit dem Teich und der Insel ist der Zeit des Rokoko bzw. der Empfindsamkeit zuzuordnen. Bei dem Sockel handelt es sich vermutlich um einen Weihe- oder Gedenkaltar, auf dem eine Statue oder eine andere Plastik stand. Da nicht mehr bekannt ist, welche Plastik auf dem Sockel stand, ist auch der Sinn der Inschrift unklar. Weiterhin haben auch noch drei Alleen (Zwetschgen-, Birken- und Pappelallee) ihren Ursprung aus der Zeit der Parkanlage.

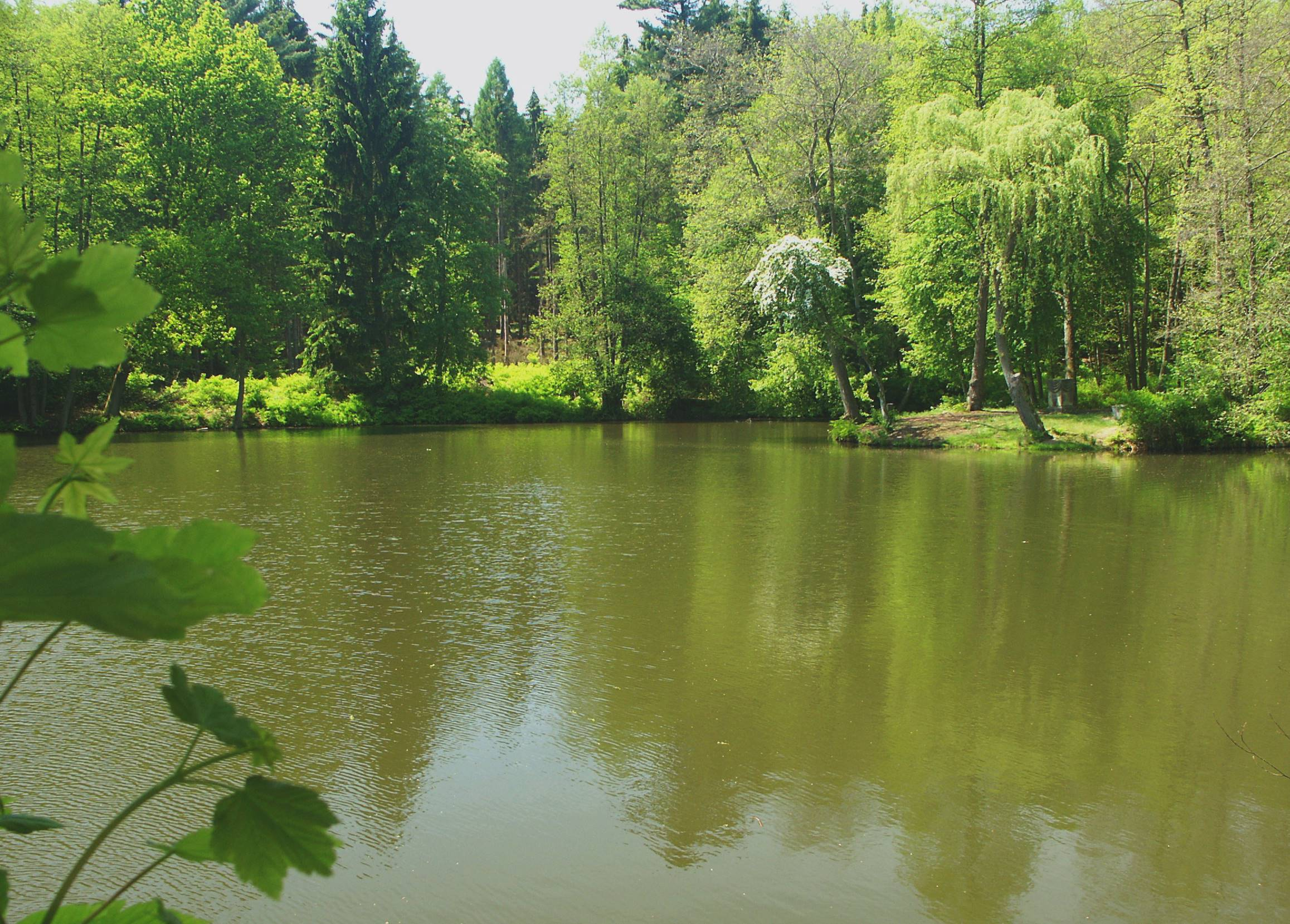
Inselsteich mit der Insel und der Statuensockel im Hintergrund
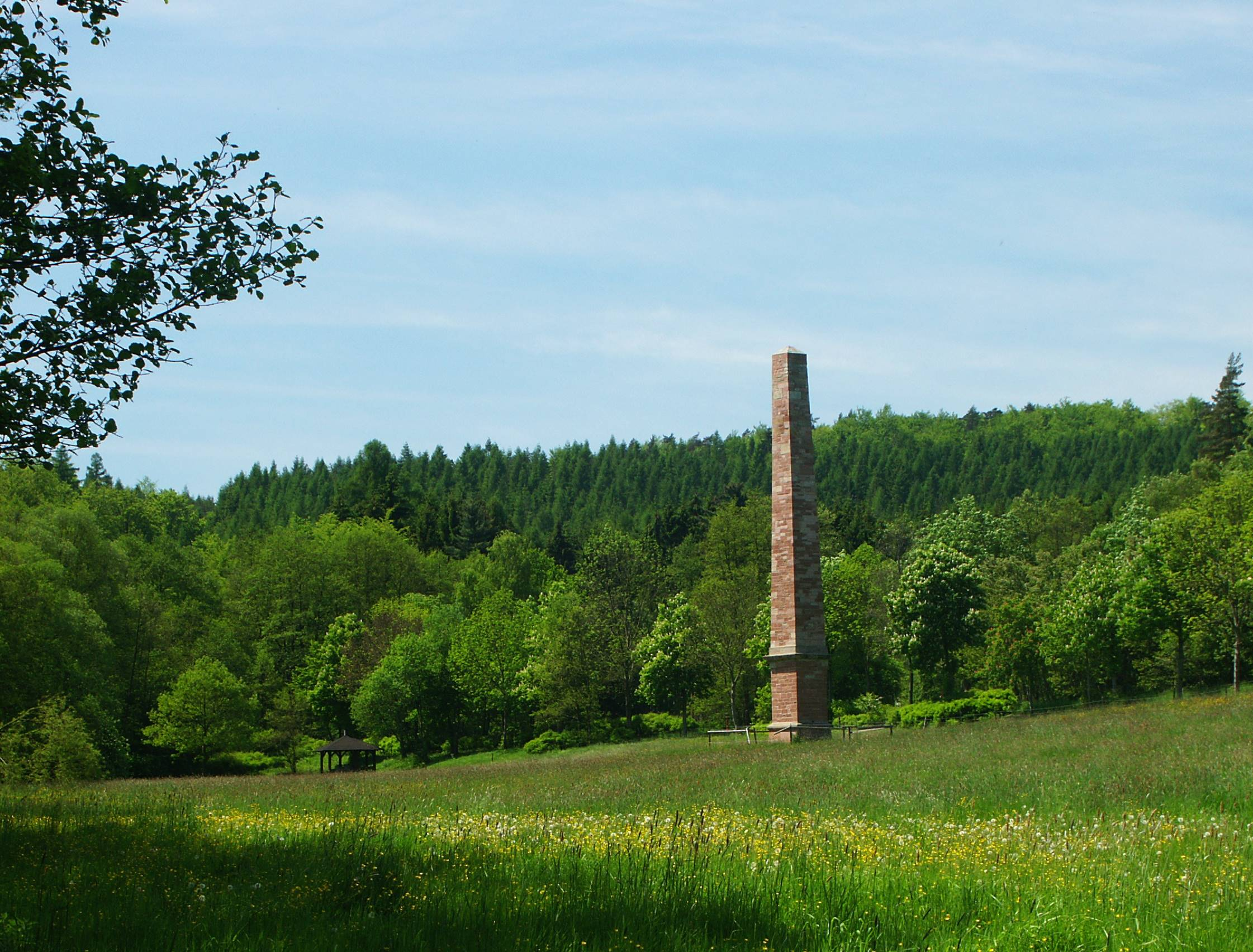
Gemauerter Sandsteinobelisk im ehemaligen Schlosspark